# Estación de San Cristóbal
San Cristóbal es una estación de la línea 3 del Metro de Madrid situada bajo la Avenida de Andalucía al lado del barrio del mismo nombre en el distrito de Villaverde.

## Historia y características
La estación abrió al público el 21 de abril de 2007. Su ubicación se ha aprovechado para crear un acceso que comunique las dos partes del barrio separadas por la Avenida de Andalucía, de modo que los vecinos dispongan de un paso inferior que conecta ambos lados de la vía rápida.
Se distribuye en dos niveles: vestíbulo y andén. Dispone de escaleras mecánicas y ascensores, lo que permite que la estación sea accesible para personas con movilidad reducida. Esta estación ha servido de pozo de ataque de las dos tuneladoras de este tramo. Por este motivo es la de mayor longitud, con 167 m. Su profundidad es de 22 m y su anchura máxima de 35,3 m.

## Accesos
Vestíbulo San Cristóbal
- Moncada C/ Moncada, 13
- Ascensor C/ Moncada, 13
- Avda. Andalucía, pares Avda. de Andalucía, pares (junto a C/ San Dalmacio)

## Líneas y conexiones

### Metro
| << cabecera | < estación      | línea | estación >            | cabecera >> |
| ----------- | --------------- | ----- | --------------------- | ----------- |
| El Casar    | Villaverde Alto |       | Villaverde Bajo Cruce | Moncloa     |

### Autobuses
| Diurnos   |                                  |                          |
| Línea     | Destino                          | Parada                   |
| 59        | Estación de Atocha               | 1181 ROCAFORT-MONCADA    |
| 79        | Villaverde Alto (Plaza de Ágata) | 2843 METRO SAN CRISTÓBAL |
| 79        | Legazpi                          | 2844 METRO SAN CRISTÓBAL |
| Nocturnos |                                  |                          |
| Línea     | Destino                          | Parada                   |
| N13       | Cibeles                          | 1181 ROCAFORT-MONCADA    |

| Diurnos |                   |                             |                           |
| Línea   | Destino           | Parada                      | Operador                  |
| 447     | Getafe (Hospital) | 2843 AV. ANDALUCÍA-ROCAFORT | Avanza Movilidad Integral |
| 447     | Madrid (Legazpi)  | 2844 AV. ANDALUCÍA-ROCAFORT | Avanza Movilidad Integral |